# Hirsh (nome)
Hirsh (in alfabeto ebraico: הירש, traslitterato anche Hersh) è un nome proprio di persona yiddish maschile.

## Varianti
- Alterati: הירשל (Hershel, Hirshel, Herschel)[1]

## Origine e diffusione

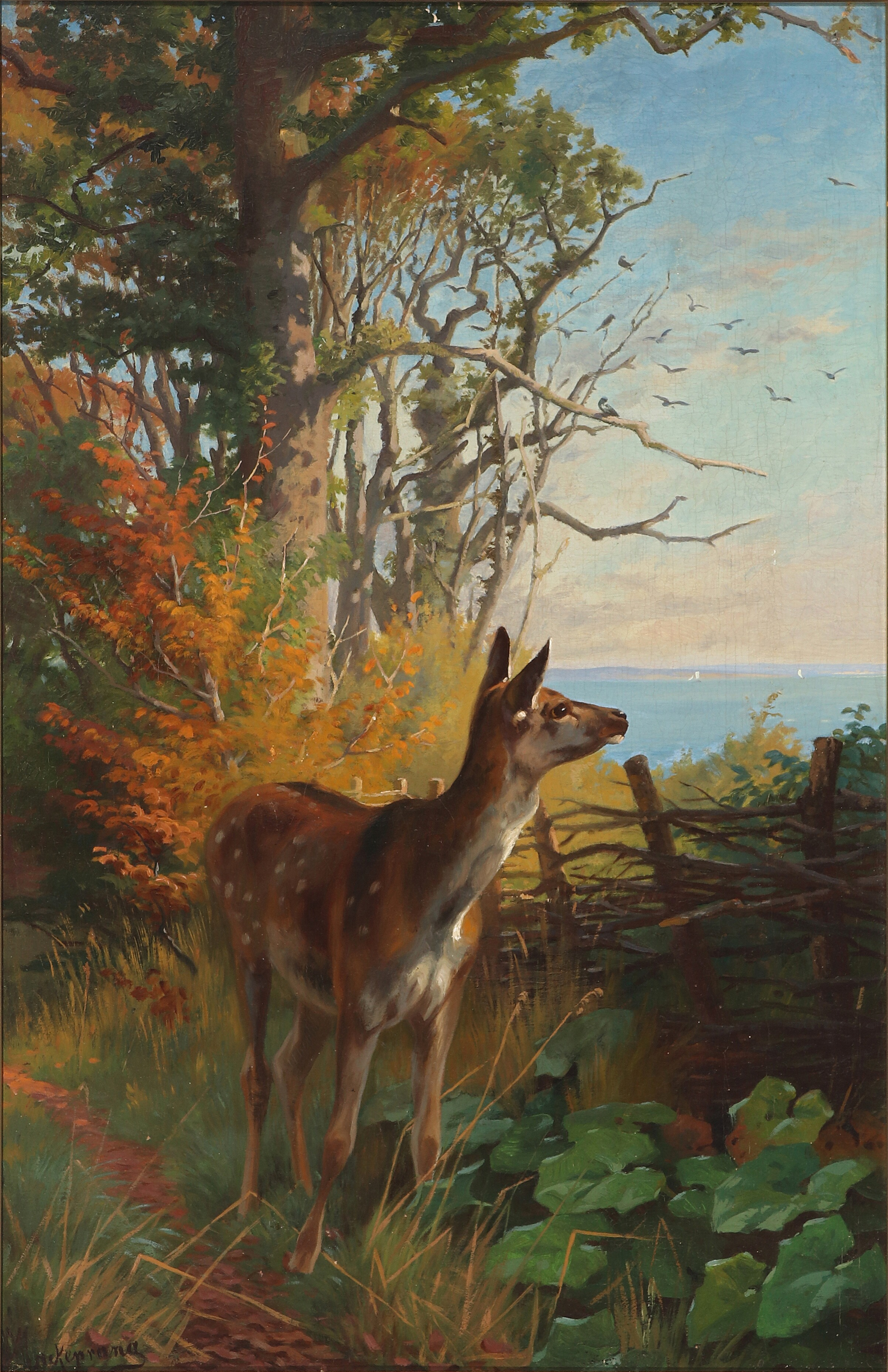
Un cervo nella foresta, di Adolf Mackeprang

Si tratta di una forma "vernacolare" del nome ebraico Zvi, e riprende il vocabolo yiddish che indica il cervo (dall'alto tedesco antico hiruz), un animale particolarmente legato alla tribù di Neftali.
Il diminutivo Herschel o Hershel è talvolta usato negli Stati Uniti al di fuori delle comunità ebraiche, ed è documentato con una certa frequenza alla fine dell'Ottocento; in tali casi si tratta di una ripresa dell'omonimo cognome tedesco (portato ad esempio dall'astronomo William Herschel), a sua volta tratto dal nome.

## Onomastico
Il nome è adespota, cioè non è portato da alcun santo, quindi l'onomastico ricade il 1º novembre, giorno di Ognissanti.

## Persone

### Variante Herschel
- Herschel Baltimore, cestista statunitense
- Herschel Bernardi, attore statunitense
- Herschel Daugherty, regista, attore e direttore dei dialoghi statunitense
- Herschel Grynszpan, rifugiato ebreo polacco che uccise Ernst vom Rath
- Herschel V. Johnson, politico statunitense
- Herschel Mayall, attore statunitense
- Herschel Savage, attore pornografico e regista statunitense
- Herschel Walker, giocatore di football americano, artista marziale misto e bobbista statunitense

## Il nome nelle arti
- Hershel Greene è un personaggio della serie televisiva The Walking Dead.
- Hershel Layton è il protagonista della serie videoludica per Nintendo Professor Layton.